# Iwan Bukawszyn
Iwan Aleksandrowicz Bukawszyn, ros. Иван Александрович Букавшин (ur. 3 maja 1995 w Rostowie nad Donem, zm. 12 stycznia 2016 w Togliatti) – rosyjski szachista, arcymistrz od 2011 roku.

## Kariera szachowa
W 2008 r. zdobył w Dagomysie tytuł mistrza Rosji juniorów do 14 lat, w 2013 r. – brązowy medal mistrzostw Rosji juniorów do 21 lat, natomiast w 2014 r. – złoty medal mistrzostw Rosji juniorów do 21 lat. Wielokrotnie startował w mistrzostwach świata i Europy juniorów w różnych kategoriach wiekowych, zdobywając 6 medali: trzy złote (Herceg Novi 2006 – ME do 12 lat, Herceg Novi 2008 – ME do 14 lat, Batumi 2010 – ME do 16 lat), srebrny (Belfort 2005 – MŚ do 10 lat) oraz dwa brązowe (Fermo 2009 – ME do 14 lat, Porto Carras 2010 – MŚ do 16 lat). W 2009 r. zdobył dwa złote medale (drużynowo oraz za indywidualny wynik na I szachownicy) na rozegranej w Akhisarze olimpiadzie juniorów do 16 lat. W 2014 r. zdobył w Katowicach brązowy medal akademickich mistrzostw świata.
Normy na tytuł arcymistrza wypełnił w 2011 r., podczas turniejów w Moskwie (dwukrotnie – Moscow Open i Aerofłot Open) oraz Taganrodzie. W 2013 r. podzielił I m. (wspólnie m.in. z Pawło Eljanowem i Sananem Sjugirowem) w memoriale Michaiła Czigorina w Petersburgu, w 2014 r. w kolejnej edycji tego memoriału ponownie dzieląc I m. (wspólnie z Ivanem Ivaniševiciem).
Najwyższy ranking w karierze osiągnął 1 listopada 2014 r., z wynikiem 2629 punktów zajmował wówczas 33. miejsce wśród rosyjskich szachistów.
Zmarł w obozie treningowym 12 stycznia 2016 roku w Togliatti. Wyniki badań wykazały, że przyczyną zgonu było otrucie preparatem No-Spa, koncentracja którego w organizmie trzykrotnie przekraczała śmiertelną dawkę. Został pochowany na cmentarzu Banykińskiem w Togliatti.